# Biblioteca de La Rioja
La Biblioteca Pública del Estado en Logroño /Biblioteca de La Rioja, tiene su origen en la desamortización eclesiástica. Los fondos se instalan en el antiguo Convento de la Encarnación de Logroño, transformado desde 1840 en Instituto Provincial.
La organización de la biblioteca se inicia en 1852 de mano de catedráticos del Instituto, como Antonio Osés, primer bibliotecario, o Lázaro Manso. Cabe destacar la figura de Mariano Loscertales quien, de 1874 a 1897, desarrolla una gran labor de mejora del espacio, equipamiento y organización de la Biblioteca.
Por Real Decreto de 10 de enero de 1896 se establece que la Biblioteca Provincial y del Instituto de Logroño, tal era su denominación, sea atendida por el Cuerpo Facultativo de Archiveros, Bibliotecarios y Anticuarios. Su primer facultativo será Sotero Irisarri Martínez, bajo cuya dirección se abrió de nuevo al público en 1903, tras la construcción del nuevo edificio del Instituto. Desde 1942 hasta 1988, la Biblioteca permanecerá instalada en la planta baja del Instituto Práxedes Mateo Sagasta. 
El Real Decreto 23023/1983, de 13 de octubre, transfiere la gestión de la Biblioteca Pública a la Comunidad Autónoma de La Rioja, estableciéndose el convenio de gestión por Resolución de 14 de diciembre de 1984.
La Ley 4/1990, de 29 de junio, de Bibliotecas de La Rioja, donde se establecen las líneas generales que regulan el sistema bibliotecario riojano, reconoce a la Biblioteca como el órgano bibliotecario central de La Rioja, que pasa a denominarse, merced al Reglamento del Sistema de Bibliotecas de La Rioja (Decreto 24/2002, de 19 de abril) Biblioteca de La Rioja, asumiendo, además, las funciones de servicio administrativo de La Rioja en materia bibliotecaria.
La Biblioteca de La Rioja es, además, la sede del Registro Territorial de la Propiedad Intelectual de La Rioja y de la Oficina del Depósito Legal de La Rioja.

## Edificio

### Convento de La Merced

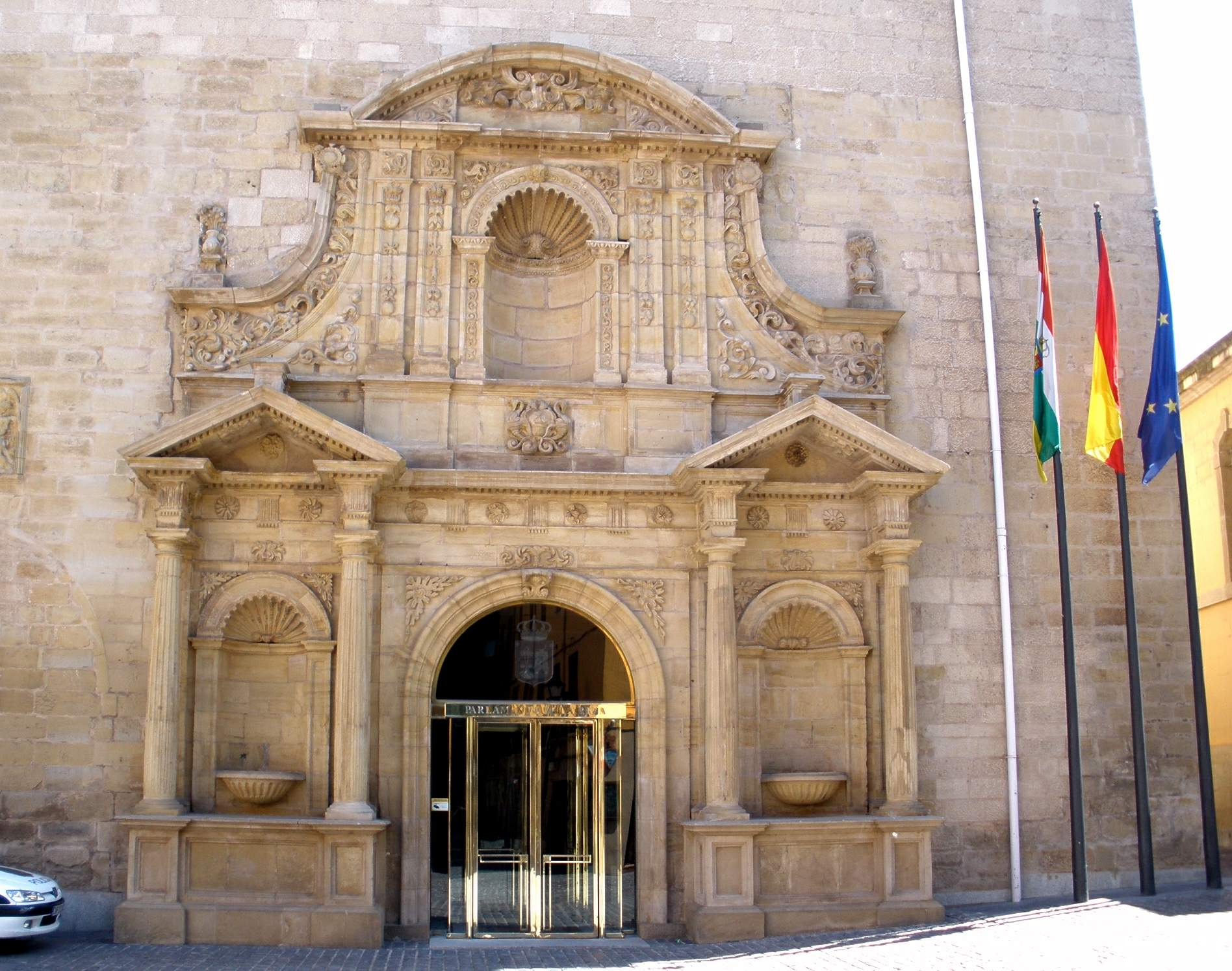
Puerta de entrada a la iglesia del convento de la Merced por la que se accede, en la actualidad, al Parlamento de La Rioja

La Biblioteca de La Rioja tiene su sede en el antiguo Convento de la Merced, también conocido como edificio de "la Tabacalera". El edificio se trata de un Bien de Interés Cultural (Catálogo de Bienes Protegidos de la Comunidad Autónoma de La Rioja RI-51-0004831, según el Real Decreto 1387/1983)
Se encuentra situado en la zona oeste del casco antiguo de Logroño, entre las calles Mayor y Portales, muy cerca de la puerta del Revellín.
Su forma se adapta a la estructura urbana de Logroño como ciudad-camino, caracterizada por calles longitudinales en sentido este-oeste, que dan lugar a manzanas alargadas, una de las cuales es ocupada por el primer conjunto conventual.
En la primera mitad del siglo XVI, los mercedarios de Logroño acometen la construcción de un convento de nueva planta, probablemente en los mismos terrenos de la originaria sede conventual del siglo XIII. El conjunto fue construido con piedra de sillería y consta de cuatro zonas claramente diferenciadas: el primitivo convento con la iglesia; el claustro, al lado sur de la misma; un bloque de dependencias al oeste del claustro; hacia el este, lindando con la cabecera de la iglesia y el claustro, otro gran cuerpo de construcciones, centradas alrededor de un patio, con un sistema de grandes estancias alargadas.
La nave de la iglesia muestra influencias de estilo románico normando, mientras que en el patio del claustro domina el estilo renacentista. En el claustro de la iglesia se encuentran tres escudos de la Orden de la Merced, fechado el más antiguo de ellos en 1573 que marca, probablemente, el inicio de las obras de reconstrucción de esta parte del edificio. Los otros dos escudos datan de 1574 y 1590.
En 1686 se autorizó la construcción de la portada de la fachada norte del edificio conventual. La portada barroca quedó concluida en 1687 y, probablemente, sustituyó a otra anterior que culminaba en un escudo de la orden mercedaria.  A lo largo de los siglos XVII y XVIII, se abrieron otras puertas en el claustro y la iglesia para comunicarlo con el resto de las dependencias monásticas.

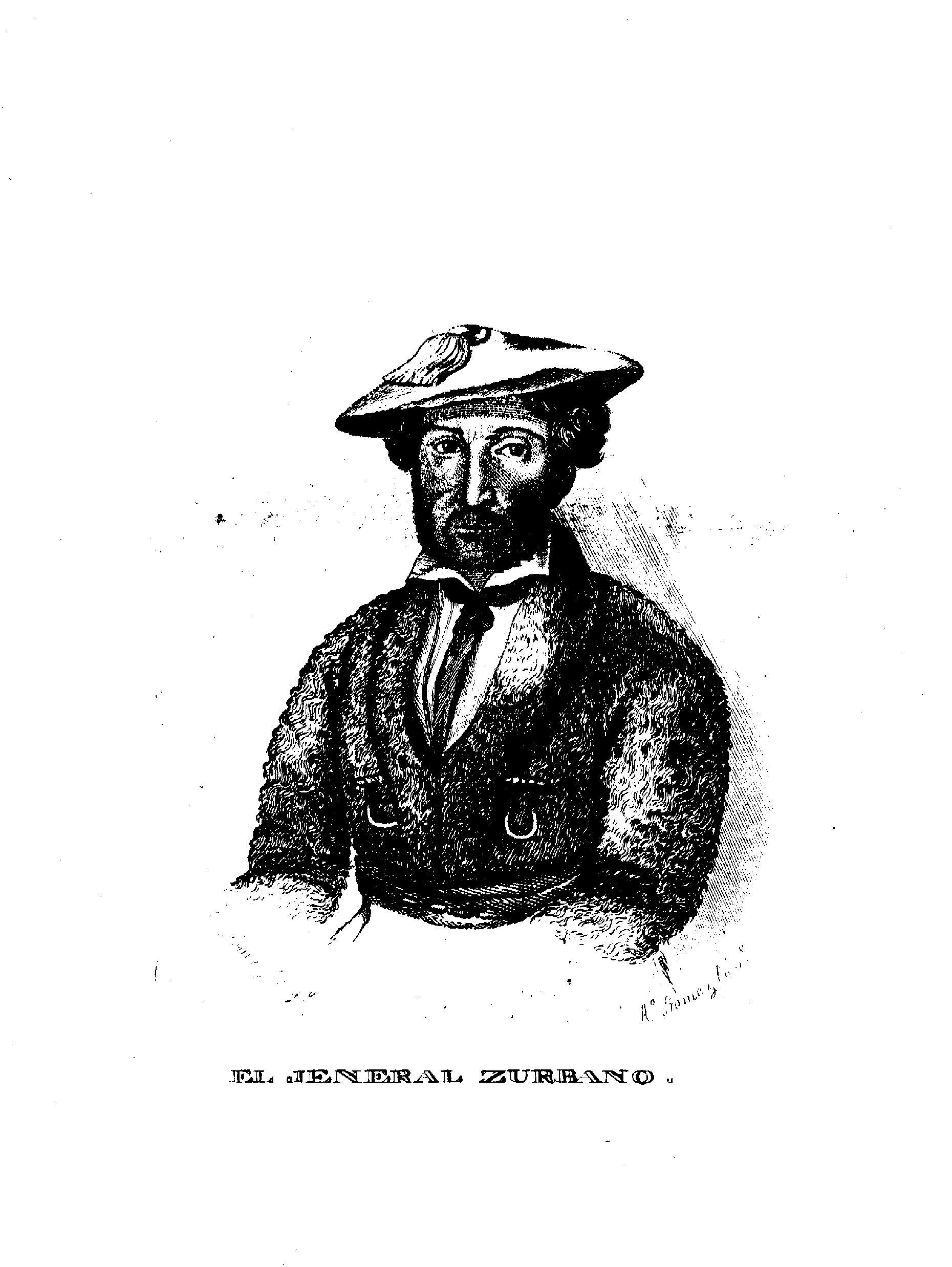
General Martín Zurbano.

En 1808 los franceses ocuparon el Convento de la Merced. En 1813 sirvió de hospital militar y de alojamiento de tropas. Dos años más tarde, los padres mercedarios regresan de nuevo al convento y lo hallan desprovisto de todo ornamento como producto de la guerra y la rapiña.
El Gobierno Constitucional de 1820 dictó Real Orden para acuartelar en Logroño al primer batallón del regimiento de Jaén. Concluido el Trienio Liberal, en 1823, los mercedarios vuelven a ocupar el convento. En 1834, en plena Guerra Carlista, el edificio fue destinado de nuevo a funciones de hospital militar y se rompe definitivamente su vinculación eclesiástica en 1836 como consecuencia de la desamortización de Mendizábal. Posteriormente, y durante cinco años, sirvió de almacén, parque de artillería y oficinas militares. A finales de 1844 los dos hijos del general Martín Zurbano y otros sentenciados a la última pena por alzamiento militar, fueron encarcelados en él.
El Convento de La Merced,  de 1847 a 1869, vuelve a ser ocupado por personal religioso, esta vez por carmelitas descalzas. De 1872 a 1876 el ejército vuelve a ocupar la primitiva sede conventual como consecuencia de la última Guerra Carlista.

### La Fábrica de Tabacos de Logroño

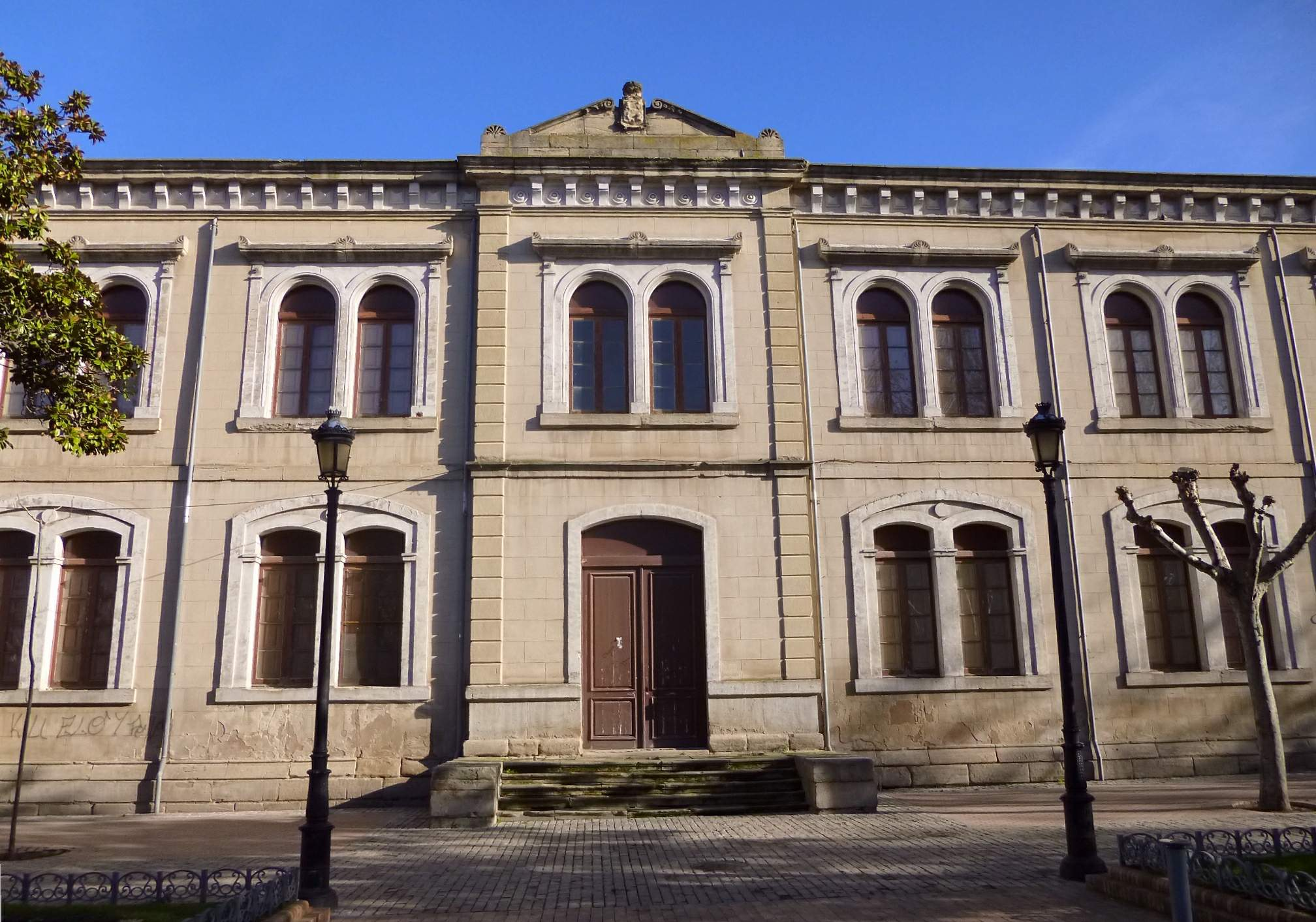
Instituto Sagasta sede de la Biblioteca Pública del Estado en Logroño antes de su traslado a su actual ubicación.

A finales del siglo XIX, el antiguo Convento de la Merced se transforma en un edificio fabril tabaquero, testigo de una incipiente sociedad industrial logroñesa, que permanecerá en funcionamiento hasta finales de la década de los 70 del siguiente siglo. En la implantación en Logroño de una de las más modernas fábricas de tabaco influyó la presencia en la dirección de la Compañía Arrendataria de Tabacos, del riojano Amós Salvador y Rodrigáñez, así como del político, también riojano, Práxedes Mateo Sagasta, presidente del Consejo de Ministros, entre otros. Para la instalación de la Fábrica de Tabacos de Logroño se tuvieron que hacer importantes reformas de acondicionamiento y adaptación al nuevo uso. Las obras de reconversión se encomendaron al arquitecto Luis Barrón. Esta nueva empresa dio empleo a 400 mujeres, 41 operarios y 2 porteros de registro. 
En 1903 trabajaban 540 mujeres y 80 hombres, que ese mismo verano recibieron la visita del rey Alfonso XIII.En 1945 incendio a punto estuvo de reducir la Tabacalera logroñesa a cenizas, pero la empresa se rehízo con brío. Como las instalaciones comenzaban a quedarse encajonadas junto a la muralla del Revellín,  optó por trasladarse al polígono de El Sequero.
La Fábrica de Tabacos de Logroño permaneció en funcionamiento hasta 1978 en este emplazamiento.
En 1984 comienza la restauración del edificio que convertirá el antiguo convento formado por la iglesia, el claustro y las dependencias que se encuentran al oeste del mismo, en la sede del Parlamento de La Rioja, mientras que el volumen de edificios levantados hacia el este de la iglesia y el claustro es, en la actualidad, la zona ocupada por la Biblioteca de La Rioja, la reforma y adecuación del edificio fueron encargadas a los arquitectos Rafael Alcoceba Moreno y Javier García. En su interior no se conserva ningún elemento de la antigua construcción, aunque se respetó la estructura originaria de alas que giran alrededor de un patio central.

## Funciones

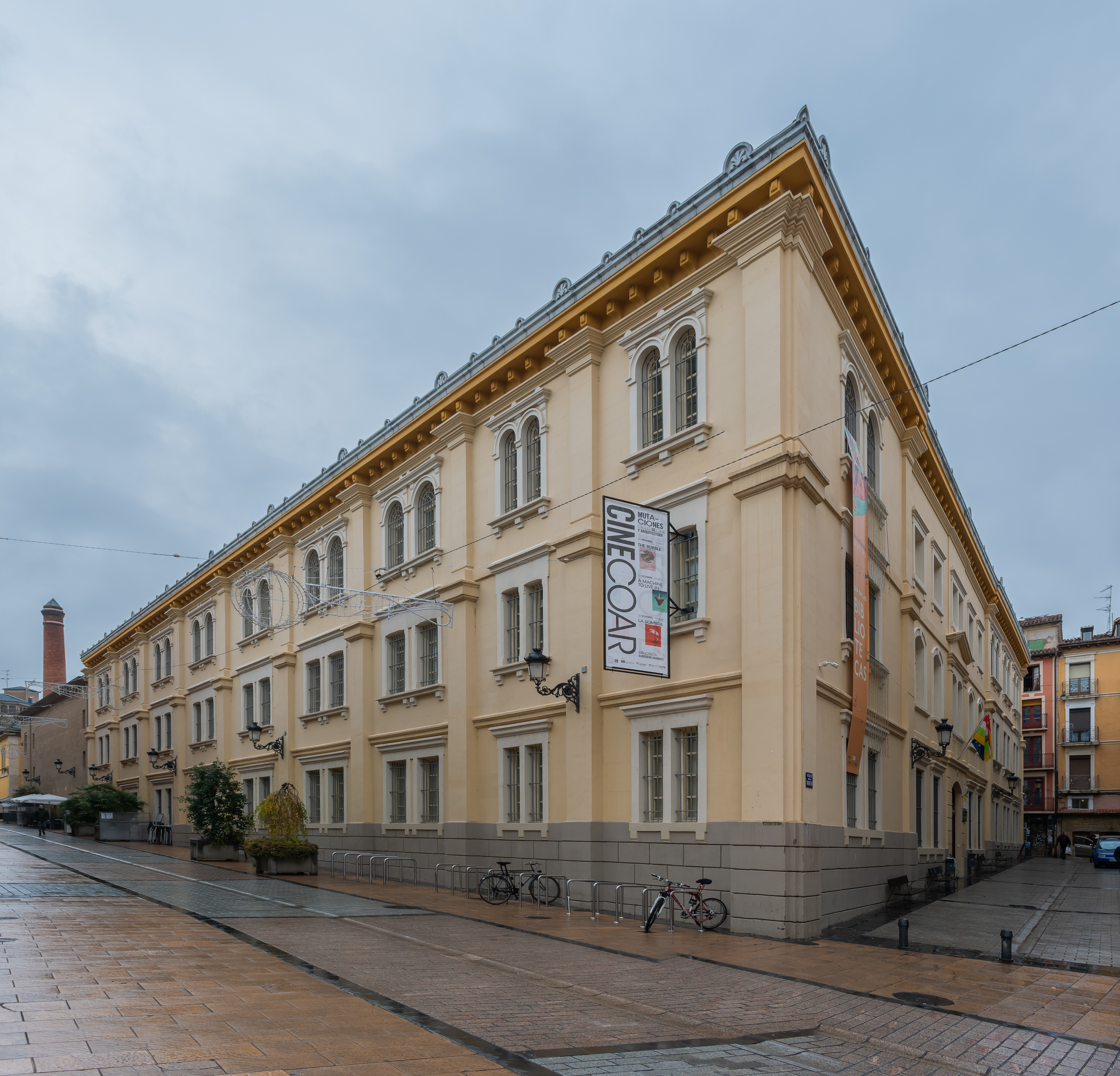
Biblioteca de La Rioja.

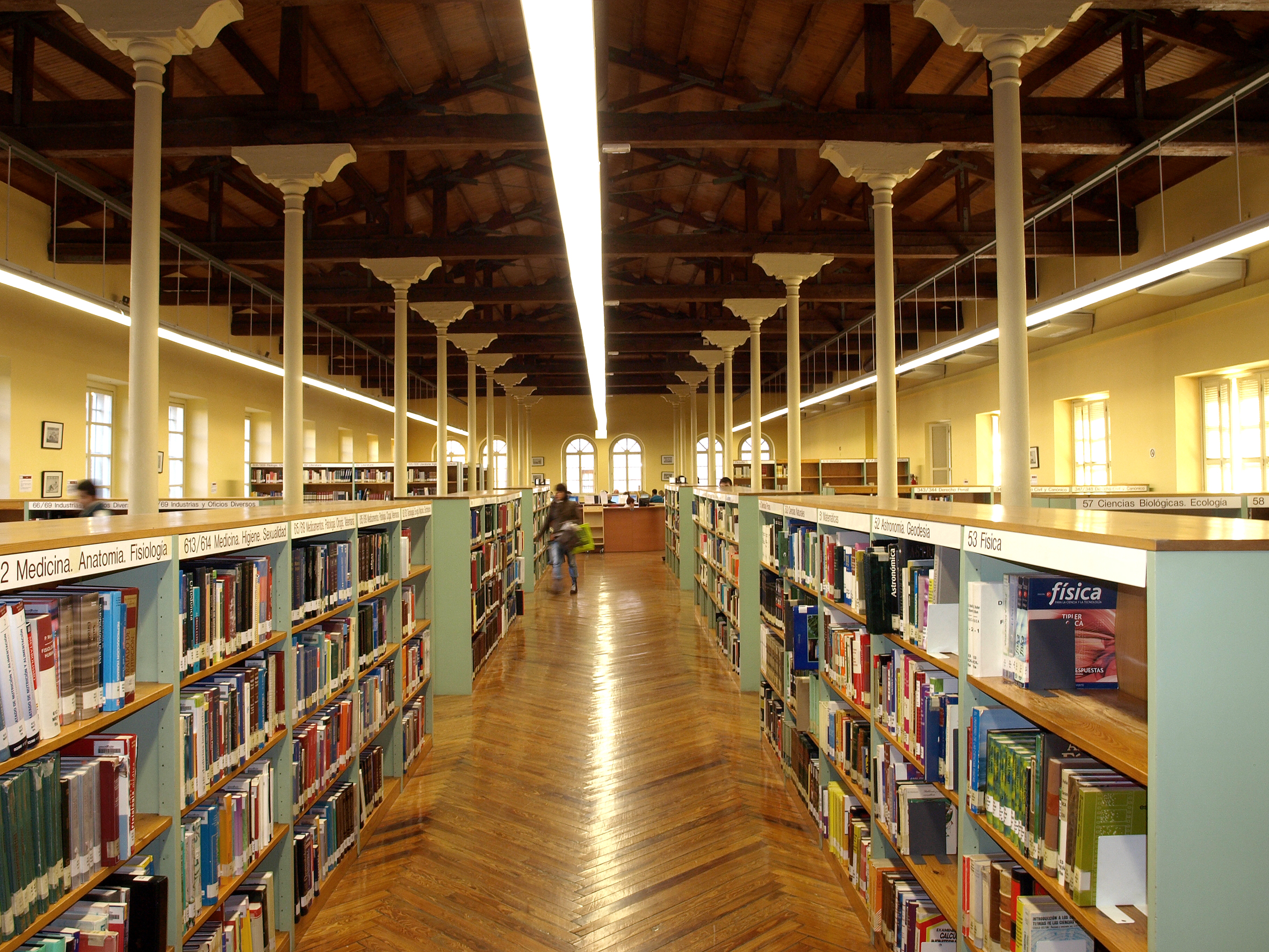
Sala de Lectura.

La Biblioteca de La Rioja depende de la Dirección General de Cultura y Turismo de la Consejería de Desarrollo Económico e Innovación del Gobierno de La Rioja, que desempeña las funciones de biblioteca central del Sistema de Bibliotecas de La Rioja, de biblioteca pública integrada en el Sistema Español de Bibliotecas y de servicio administrativo en materia bibliotecaria. Con arreglo a esto, la Biblioteca de La Rioja desarrolla las siguientes funciones: 

### Como biblioteca central
- Recoger, conservar y difundir el patrimonio bibliográfico riojano y toda la producción impresa, sonora y visual de La Rioja producida en la Comunidad Autónoma o que haga referencia a ella.
- Ser depositaria de dos ejemplares de todo lo publicado en La Rioja
- Elaborar y difundir la información bibliográfica sobre la producción editorial riojana.
- Ser sede de los catálogos colectivos regionales, patrimonio bibliográfico riojano y fondos de las bibliotecas que integran el Sistema de Bibliotecas de La Rioja
- Establecer relaciones de colaboración e intercambio con otros sistemas bibliotecarios nacionales o extranjeros
- Actuar como central del préstamo interbibliotecario

### Como biblioteca pública
- Reunir, organizar y ofrecer al público una colección equilibrada de materiales bibliográficos, gráficos, audiovisuales y electrónicos, que permita a todos los ciudadanos mantener al día una información general y mejorar su formación cultural.

- Promover y estimular el uso de sus fondos por parte de los ciudadanos, mediante la promoción de los servicios bibliotecarios necesarios y el desarrollo de las actividades culturales complementarias
- Conservar y enriquecer el patrimonio bibliográfico cuya custodia le está encomendada

### Como servicio administrativo
- Elaboración de los anteproyectos de disposiciones de carácter general y normativa técnica en materia bibliotecaria.
- Planificación y programación de las necesidades bibliotecarias regionales, así como la realización de las propuestas de asignación de recursos e inversiones.
- Gestión administrativa de la política bibliotecaria

## Marco legal

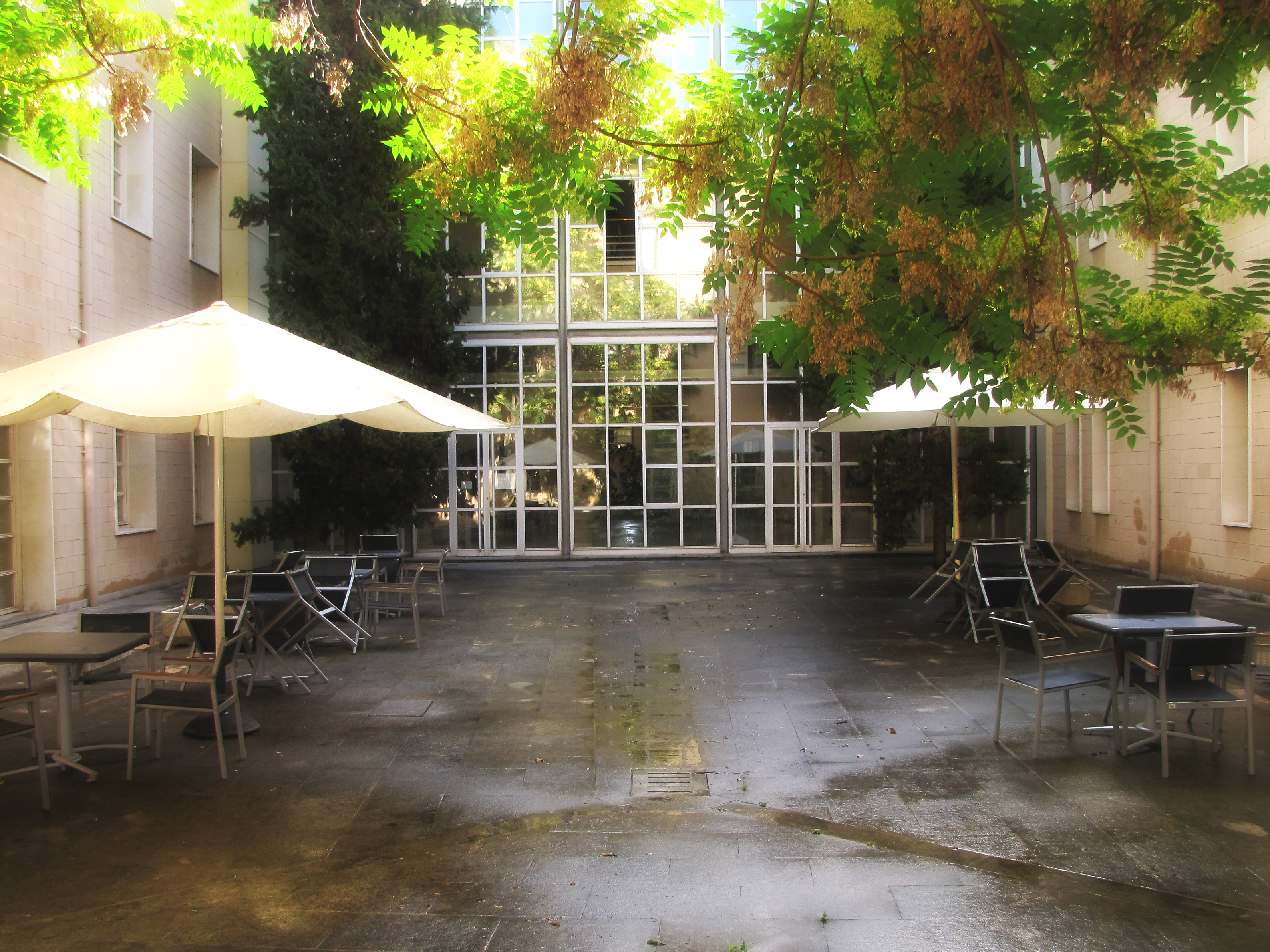
Patio en interior.

- Ley 10/2007, de 22 de junio, de la lectura, del libro y de las bibliotecas. (BOE, 23/06/2007)
- Real Decreto 582 / 1989, de 19 de may o, por el que se aprueba el Reglamento de las Bibliotecas Públicas del Estado y del Sistema Español de Bibliotecas (Extracto). (BOE, 31/05/1989)
- Ley 4/1990, de 29 de junio, de Bibliotecas de La Rioja.
- Decreto 60/1994, de 13 de octubre, creación, composición y funciones del Consejo Asesor de Bibliotecas de La Rioja
- Decreto 40/2000, de 21 de julio, por el que se modifica la composición del Consejo Asesor de Bibliotecas regulado por el decreto 60/1994, de 13 de octubre.
- Decreto 24/2002, de 19 de abril, por el que se aprueba el reglamento del Sistema de Bibliotecas de La Rioja
- Convenio tipo de colaboración entre la Consejería de Educación, Cultura, Juventud y Turismo de la Comunidad Autónoma de La Rioja y el Ayuntamiento de .... para la integración de la Biblioteca Municipal en la Red de Bibliotecas Municipales de La Rioja, dentro del Sistema de Bibliotecas de La Rioja

## Colecciones

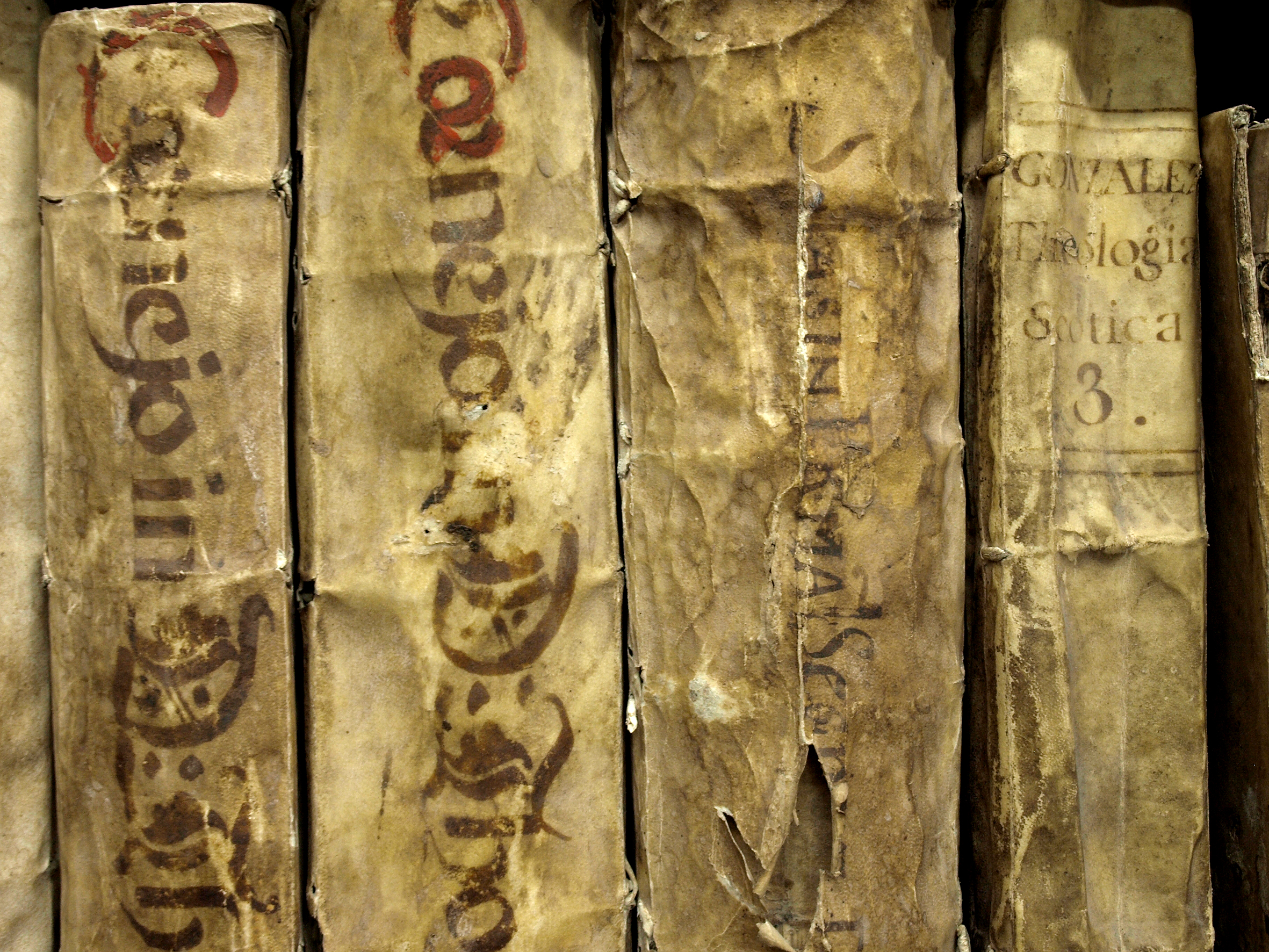
Fondos de la Biblioteca de La Rioja provenientes de la procesos desamortizadores del.

- Fondo Rioja. Formada por obras en cualquier soporte editadas en La Rioja y/o de tema o autor riojano, ingresadas por Depósito Legal, del que la Biblioteca de La Rioja es centro de conservación, además de sede de la Oficina de Depósito Legal de La Rioja, o por adquisición o donación.

- Fondo antiguo. Integrado por unos 10000 documentos anteriores a 1900, procedentes en su mayoría, con excepción de algunas adquisiciones de la Biblioteca, de las desamortizaciones del siglo XIX de los conventos de la ciudad y algunos provinciales.
- Bibliotecas personales. Formadas por la cesión de las bibliotecas personales de Amós Salvador (1845-1922), ingeniero, político e intelectual riojano representante del movimiento regeneracionista, y Bonifacio Gil García (1898-1964), musicólogo y folclorista riojano.
- Libro moderno. Reúne libros editados con posteriodad a 1958, tanto de ficción en diversas lenguas (española, catalana, inglesa, francesa, alemana…), como de no ficción abarcando un amplio abanico de temas: Filosofía, Psicología, Ciencias Sociales, Matemáticas, Ciencias Aplicadas, Bellas Artes, Historia, Geografía…
- Colección infantil. Formada por libros, vídeos, CD y documentos electrónicos de ficción o sobre diferentes temas, adecuados o de interés para menores de 14 años.[4]
- Libros para jóvenes. Reúne una selección de literatura pensada para que despierte el interés de la población juvenil que acaba de acceder a los servicios y colecciones que la Biblioteca de La Rioja ofrece a sus usuarios adultos.
- Comics. La colección pretende acercar el ‘noveno arte’ a quienes todavía no lo conocen y satisfacer las necesidades de los ya lectores. Incluye todas las tendencias, estilos y procedencias del cómic, con todo tipo de contenidos (humor, terror, aventuras, erótico, romántico, denuncia y crítica social, etc… )
- Prensa y revistas. La colección hemerográfica está formada por prensa y revistas impresas y/o editadas en La Rioja, así como prensa nacional y títulos de prensa regional, representativos de las comunidades autónomas limítrofes. También reúne revistas, antiguas y modernas, de todos los temas, que la biblioteca ha ido adquiriendo a lo largo del tiempo, tanto por donación como por compra.
- Grabaciones sonoras. Está integrada tanto por grabaciones musicales de todos los géneros como por audiolibros. Destaca una amplia colección de discos de vinilo donados por Radio Nacional en La Rioja.
- Audiovisuales. Formada por vídeos en DVD de películas, series de televisión, así como otros sobre los más diversos temas: naturaleza, viajes, arte, historia, etc.

## Catálogos
La Biblioteca de La Rioja mantiene e impulsa la elaboración del Catálogo de colectivo de las Bibliotecas de La Rioja y colabora con el Gobierno de España en la elaboración del Catálogo Colectivo de Patrimonio Bibliográfico en La Rioja

## BiVirLa Biblioteca Virtual de La Rioja
La Biblioteca de La Rioja impulsa activamente en el proyecto de la Biblioteca Virtual de La Rioja con el fin de preservar y difundir el acervo cultural. BiVirLa es un proyecto del Gobierno de La Rioja con el apoyo del Ministerio de Educación, Cultura y Deporte, a través de las ayudas para la creación y transformación de recursos digitales y su difusión y preservación mediante repositorios OAI, digitalizando documentos del patrimonio bibliográfico riojano para que sean más ampliamente conocidos y accesibles por parte de los ciudadanos de La Rioja y puedan proyectarse como bien cultural de primera magnitud a todo el mundo. 
BiVirLa cuenta con un repositorio OAI-PMH conforme al modelo definido en la norma ISO 14721:2012 (Reference model for an Open Archival Information System (OAIS) e incluye diferentes estándares de metadatos (MARC, Dublin Core, PREMIS, METS, etc.) que permite y facilita la participación de BiVirLa en diferentes proyectos tanto nacionales (Hispana], Biblioteca Virtual del Patrimonio Bibliográfico o Biblioteca Virtual de la Prensa Histórica) como internacionales (Europeana) 
La BiVirLa ha adoptado estándares normalizados, esquemas de metadatos y el protocolo OAI-PMH que permite la difusión y visibilidad a través de la red y permite participar en proyectos nacionales e internacionales como la Biblioteca Digital Europea. Las líneas de actuación futuras serán el incremento de las colecciones digitales accesibles, la cooperación con otras instituciones depositarias, así como con editores y poseedores de derechos, y la preservación los contenidos digitales. 
El proyecto de BiVirLa, pretende reunir materiales digitalizados de interés para La Rioja de todas las instituciones que puedan aportar información y testimonios digitales de la memoria riojana. BiVirLa, en la actualidad, cuenta con patrimonio bibliográfico digitalizado procedente del Instituto de Estudios Secundarios SAGASTA y del Instituto de Estudios Riojanos.